# Гавриловское (Рыбинский район)
В Ярославской области есть ещё деревня с таким названием, в Тутаевском районе.
Гаври́ловское — деревня в Волжском сельском округе Волжского сельского поселения Рыбинского района Ярославской области .
Деревня расположена на юго-восток от города Рыбинск, на обоих берегах реки Уткашь, притока Волги. Деревня возникла объединением трёх деревень, ранее Гавриловское стояло на правом берегу рядом с деревней Щепино, а на левом берегу была деревня Выдрино. Гавриловское и Выдрино выстроены вдоль берегов реки, Щепино несколько удалено от берега на юго-восток от Гавриловского. Ниже Гавриловского река протекает мимо строений крупного животноводческого комплекса с центром в поселке Ермаково. Дорога, связывающая Гавриловское с внешним миром, идёт на северо-запад к этим строениям. Ниже комплекса по течению Уткаши следует деревня Кирилловское. Выше Гавриловского на левом берегу стоит деревня Левино-Лесное .
Деревня Гавриловская, Деревня Щепина и Деревня Выдрина указаны на плане Генерального межевания Рыбинского уезда 1792 года.
На 1 января 2007 года в деревне числилось 4 постоянных жителя . Почтовое отделение Ермаково-Первое  обслуживает в деревне Гавриловское 31 дом.